# Vele (Wallis i Futuna)
Vele – miejscowość w Wallis i Futunie (zbiorowość zamorska Francji), położona na wyspie Futuna, w okręgu Alo. Według spisu powszechnego z 2018 roku, liczyła 209 mieszkańców.

## Transport
W miejscowości znajduje się Port lotniczy Pointe Vele.